# ルピナス探偵団シリーズ
『ルピナス探偵団シリーズ』（ルピナスたんていだんシリーズ）は、津原泰水（津原やすみ）による日本の小説のシリーズ。
1990年代、『うふふ♥ルピナス探偵団』『ようこそ雪の館へ』の2作が講談社X文庫ティーンズハートより少女向けに刊行。2000年代に一般向けに改稿された『ルピナス探偵団の当惑』（以下『当惑』）が原書房より、続篇『ルピナス探偵団の憂愁』（以下『憂愁』）が東京創元社より刊行された。
少女小説版の名義は「津原やすみ」（挿絵は谷口亜夢）、一般文芸版の名義は「津原泰水」（装画は北見隆）である。
少女小説版、一般文芸版とも、韓国で翻訳版が刊行されている。
2019年、東京創元社「Webミステリーズ！」にて、第3作『ルピナス探偵団の情熱』（以下『情熱』）が開始した。

## 概要
短・中篇ミステリー小説のオムニバスである。
密室殺人を扱ったものが主であるが、一般向けに書かれた続篇では日常の謎までテーマの幅を拡げている。
多くのエピソードが倒叙で構成されている。
『情熱』を除き、主人公である吾魚彩子の一人称で描かれる。シリーズタイトルの〈ルピナス〉は主人公の通う高校の名称に由来するが、『憂愁』以降では高校卒業後のエピソードも扱われる。

## 主な登場人物

### ルピナス探偵団
吾魚 彩子（あうお さいこ）
私立ルピナス学園（少女小説版では聖ルピナス学院）高等部の生徒。直感力に長けた少女。論理的思考が苦手。
桐江 泉（きりえ いずみ)　※少女小説版では桐絵 泉
私立ルピナス学園高等部の生徒。彩子の友人。度胸と空想力に長けた少女。素直になることが苦手。「キリエ」と苗字で呼ばれる。
京野 摩耶（きょうの まや）　※少女小説版では鏡野 摩耶
私立ルピナス学園高等部の生徒。彩子の友人。取り柄のない美少女。考えること自体が苦手。
祀島 龍彦（しじま たつひこ）　※少女小説版では詩島 龍彦
私立ルピナス学園高等部の生徒。彩子の憧れの人。 雑学と洞察力に長けた少年。顔を憶えることが苦手。本シリーズの実質的な探偵役。

### 警察関係者
吾魚 不二子（あうお ふじこ）　※少女小説版では吾魚 藤子
彩子の歳の離れた（十歳上）姉。がさつな性格。常識に従うのが苦手。階級は巡査。
庚午 宗一郎（こうご そういちろう）
不二子の後輩。地位相応の態度が苦手。キャリア組で階級は警部補。キリエからは「ウド（の大木）」と呼ばれている。
椙村 冬子（すぎむら ふゆこ）
不二子の同僚にして天敵。不二子は「ギス村」と呼んでいる。

### その他
久世 真佐男（くぜ まさお）
喫茶アルケオプテリクス店主。フッフールというアイリッシュ・ウルフハウンドを飼っている。
蒲郡 要（がまごおり かなめ）
ぶっきらぼうな小説家。

## 既刊一覧
津原やすみ名義
- うふふ♥ルピナス探偵団（講談社X文庫ティーンズハート／1994年）
- ようこそ雪の館へ（講談社X文庫ティーンズハート／1995年）

津原泰水名義
- ルピナス探偵団の当惑（原書房／2004年　文庫：東京創元社／2007年　電子書籍：東京創元社／2014年）
  - 「冷えたピザはいかが」（上記『うふふ♥ルピナス探偵団』改稿）
  - 「ようこそ雪の館へ」（上記『ようこそ雪の館へ』改稿）
  - 「大女優の右手」

- ルピナス探偵団の憂愁（東京創元社／2006年　文庫：東京創元社／2012年　電子書籍：東京創元社／2014年）
  - 「百合の木陰」
  - 「犬には歓迎されざる」
  - 「初めての密室」
  - 「慈悲の花園」

## コミカライズ
『当惑』第1話のみ、加藤ミチルの作画で漫画化され、『ルピナス探偵団の当惑～冷えたピザはいかが～』として「月刊Gファンタジー2010年8月号増刊Gファンタジー++」に掲載されている。

## 少女小説版と一般文芸版
- 原書房からの刊行は、装丁家松木美紀の推薦による。再刊の提案であったが、著者の意向により大幅な改稿が為された[2]。

- 第1巻『うふふ♥ルピナス探偵団』を第1話「冷えたピザはいかが」、第2巻『ようこそ雪の館へ』は同タイトルのまま第2話「ようこそ雪の館へ」とされた。物語の粗筋は変更されていないが、加えられた第3話との兼ね合いにより一部登場人物の設定に変更が加えられている。また、主人公級の登場人物においても漢字仮名表記が変更されている。

- 少女小説版第1巻の書名は著者の作品群のなかでも異色であり取り沙汰されることが多いが、これは担当編集者により無断で決定されたものであると語られている。また、第1話冒頭部分に倒叙の構成として犯人を示す箇所があるが、これは本来少女小説版にもあったものであり、担当編集者の判断により削除された[3]。著者の少女小説時代の執筆の不自由さを表すエピソードとしてしばしば語られている。